# Archontophoenix alexandrae
Archontophoenix alexandrae, la palma alejandra, palmera real australiana o palma de Alejandro, es una especie de palma nativa de Australia. Con frecuencia es utilizada como planta ornamental. 

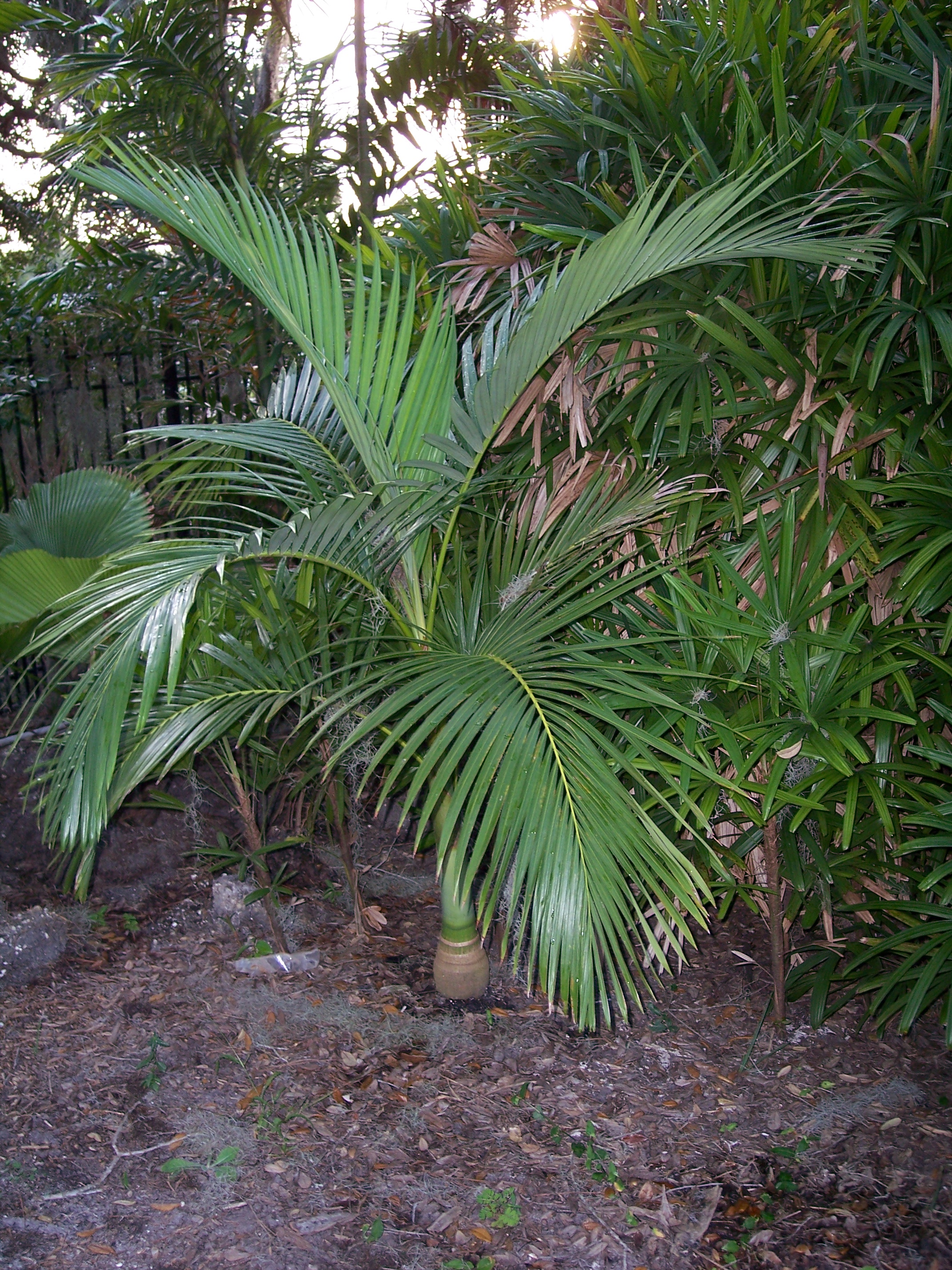
Planta joven

## Distribución y hábitat
Es originaria de valles y selvas de Queensland (Australia), entre los paralelos 11 y 24 S,  Su cultivo está extendido en regiones de clima tropical y subtropical. En su zona de origen recibe abundantes lluvias. Pueden vivir sombreadas, en semisombra y a pleno sol. Es de crecimiento rápido, su palmito es comestible.

## Descripción
Tiene un esbelto tronco o estípite anillado y levemente escalonado, puede superar los 20 m de altura. Es una especie bastante variable.

## Taxonomía
Archontophoenix alexandrae fue descrita por (F.Muell.) H.Wendl. &  Drude y publicado en Linnaea 39: 212, en el año 1875.
Etimología
Archontophoenix: nombre genérico que deriva de las palabras griegas: archon = "jefe, principal", phoenix = "palmera", en general, llamado así por su estatura real y la apariencia.
El epíteto específico alexandrae se refiere a la princesa Alejandra de Dinamarca.
Sinonimia
- Ptychosperma alexandrae F.Muell. (1865).
- Archontophoenix veitchii H.Wendl. & Drude (1875).
- Ptychosperma beatriceae F.Muell. (1882).
- Ptychosperma drudei H.Wendl. in G.Bentham & J.D.Hooker (1883).
- Saguaster drudei (H.Wendl.) Kuntze (1891).
- Jessenia glazioviana Dammer (1901).
- Archontophoenix beatriceae (F.Muell.) F.M.Bailey (1902).[5]